# Доммартин, Сольвейг
Сольвейг Доммартин (фр. Solveig Dommartin, 16 мая 1961 — 11 января 2007) — франко-немецкая актриса и кинорежиссёр.

## Карьера
Актёрская карьера Доммартин началась на театральной сцене, а в кино она дебютировала в 1987 году в картине Вима Вендерса «Небо над Берлином». В фильме она сыграла цирковую акробатку Марион, в которую влюбляется ангел Дамиэль. Все трюки в фильме Сольвейг исполнила без дублёра. В 80-е годы она в сотрудничестве с Вендерсом написала роман «Until the End of the World», лёгший в основу одноимённого фильма (в русском варианте «Когда наступит конец света»), в котором Доммартин сыграла одну из ролей. Доммартин ещё пять раз появилась на большом экране, в том числе в картине «Так далеко, так близко!», продолжении фильма «Небо над Берлином». В фильме «Узник Санкт-Петербурга» (англ. «The Prisoner of St. Petersburg») 1990 года, осовремененной версии «Преступления и наказания», Доммартин исполнила роль Сони, образ, аналогичный Сонечке Мармеладовой из романа.
Позднее Сольвейг Доммартин занималась режиссурой.

## Личная жизнь
С 1986 по 1993 год Сольвейг Доммартин жила с Вимом Вендерсом.
В 1999 году у Доммартин и художника Доминика Антрайга родилась дочь Венус Антрайг Доммартин.
Сольвейг Доммартин умерла от инфаркта в 2007 году в возрасте 45 лет.

## Интересные факты
По свидетельству Сольвейг Доммартин, внутренние монологи главной героини фильма «Небо над Берлином» отчасти были импровизацией, рождённой при озвучивании фильма, включавшей её личные мысли и фразы из книги Петера Хандке (одного из авторов сценария к фильму) «Le poids du monde» (фр. «Тяжесть мира»), которые показались Сольвейг Доммартин важными. Книгу попросил её прочесть сам Вендерс.
Книга c названием «Until the End of the World» на обложке показывается в одной из сцен фильма «Небо над Берлином».

## Фильмография
Актриса:
- Небо над Берлином / Крылья желания (Wings of Desire) (1987), Марион
- Узник Санкт-Петербурга (The Prisoner of St. Petersburg) (1990), Джин-"Соня"
- Нет ни страха, ни смерти (No Fear, No Die) (1990), Тони
- Когда наступит конец света (Until the End of the World) (1991), Клэр Турнёр
- Так далеко, так близко (Faraway, So Close!) (1993), Марион
- Бессонница (J'ai pas sommeil / I Can't Sleep) (1994)

Редактор:
- Токио-га (1985) (документальный фильм Вима Вендерса)

Сценарист:
- Когда наступит конец света (Until the End of the World) (1991)

Режиссёр:
- Хватило бы и моста (Il suffirait d'un pont) (1998)